# Claude Dolbert
Claude Dolbert est un producteur de cinéma français né Jean Jacques Claude Pavot le 23 septembre 1902 dans le 19e arrondissement de Paris, ville où il est mort le 4 août 1967 dans le 7e arrondissement. 

## Biographie
Producteur « d'une radinerie légendaire », Claude Dolbert exerce son activité des années 1930 aux années 1950. Il signe en outre le scénario de quelques films dont il est le producteur. Il épouse le 4 février 1933 l'actrice Hélène Pépée qui a participé à de nombreux films qu'il a produit.
Évoquant Codo-Films, Jean Delannoy écrit que cette société productrice était « dirigée par un personnage assez pittoresque et d'une surprenante vulgarité, Claude Dolbert, producteur habituel de films de seconde catégorie mais commerciaux ». De son côté, Jacques Chabannes se souvient d'un « producteur qui faisait des traites de cavalerie », ce qui « consistait essentiellement à reporter les dettes d'un film sur l'autre ».

## Filmographie partielle
- 1934 : N'aimer que toi d'André Berthomieu
- 1935 : Marie des Angoisses de Michel Bernheim
- 1936 : Le Roman d'un spahi de Michel Bernheim
- 1936 : Notre-Dame-d'Amour de Pierre Caron
- 1936 : Les Demi-vierges de Pierre Caron
- 1936 : La Tentation de Pierre Caron
- 1937 : Le Club des aristocrates de Pierre Colombier
- 1937 : Police mondaine de Michel Bernheim et Christian Chamborant
- 1938 : Le Cœur ébloui de Jean Vallée
- 1939 : Deuxième bureau contre Kommandantur de René Jayet et Robert Bibal
- 1940 : Miquette de Jean Boyer
- 1941 : Fromont jeune et Risler aîné de Léon Mathot
- 1941 : Ici l'on pêche de René Jayet
- 1942 : Patrouille blanche de Christian Chamborant
- 1946 : Le Cabaret du grand large de René Jayet
- 1947 : Mandrin de René Jayet
- 1947 : L'Homme traqué de Robert Bibal
- 1947 : Quartier chinois de René Sti
- 1948 : Sombre Dimanche de Jacqueline Audry
- 1948 : Femme sans passé de Gilles Grangier
- 1948 : La Femme que j'ai assassinée de Jacques Daniel-Norman
- 1949 : Le Secret de Mayerling de Jean Delannoy
- 1949 : L'Homme aux mains d'argile de Léon Mathot
- 1949 : Piège à hommes de Jean Loubignac
- 1949 : Agnès de rien de Pierre Billon
- 1949 : L'échafaud peut attendre d'Albert Valentin
- 1949 : L'Ange rouge de Jacques Daniel-Norman
- 1949 : Au p'tit zouave de Gilles Grangier
- 1950 : Envoi de fleurs de Jean Stelli
- 1950 : Chéri de Pierre Billon
- 1950 : Minne, l'ingénue libertine de Jacqueline Audry
- 1950 : La Rue sans loi de Marcel Gibaud
- 1951 : Mammy de Jean Stelli
- 1951 : Sérénade au bourreau de Jean Stelli
- 1951 : Maria du bout du monde de Jean Stelli
- 1951 : L'Étrange Madame X de Jean Gremillon
- 1952 : Ils sont dans les vignes de Robert Vernay
- 1954 : Anatole chéri de Claude Heymann
- 1956 : Zaza de René Gaveau
- 1956 : Les Insoumises de René Gaveau
- 1957 : Les Violents de Henri Calef